# غار جهان‌بین

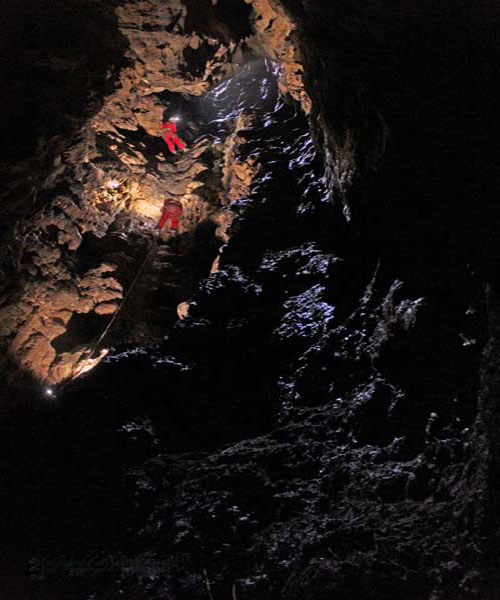
غار جهان بین

غار جهان‌بین در دامنه کوه جهان‌بین و در غرب شهر هفشجان قرار دارد. این غار با بیش از ۱۴۰ متر عمق و متراژ عمودی  از عمیق‌ترین چاه غارهای طبیعی کشف شده در ایران محسوب می‌گردد.
با عبور از شهر و رفتن به سوی تفریحگاه چشمه زنه در رشته کوه جهان‌بین به سنگ‌شکن می‌رسیم که مسیر صعود به قله نیز هست. با طی جاده خاکی دسترسی به دکل‌های برق فشار قوی و نیز پیمودن حدود ۲۲۲ متر به سمت شرق و به سمت قله اصلی رفته تا به دهانه غار که زیر صخره‌ها پنهان است برسیم. غار دارای سنگ‌های بسیار زیبایی به شکل‌های گوناگون است. آب حوضچه غار کاملاً شفاف و از محل چکیدن قندیل‌ها تأمین شده است. برای بازدید باید از تجهیزات کامل صعود و فرود روی طناب برخوردار بوده و به فن آن تسلط داشته باشید.